# Volodymyr (stad)
Volodymyr (ukrainska: Володи́мир) är en stad i Volyn oblast i västra Ukraina. Volodymyr, som för första gången nämns i ett dokument från 900-talet, hade 38 111 invånare år 2005.

## Historia
I Volodymyr mördades 1–3 september 1942 13 500 judar i en massakrer.